# Elaphromyia siva
Elaphromyia siva är en tvåvingeart som beskrevs av Frey 1917. Elaphromyia siva ingår i släktet Elaphromyia och familjen borrflugor.
Artens utbredningsområde är Sri Lanka. Inga underarter finns listade i Catalogue of Life.